# René Enders
René Enders (Zeulenroda-Triebes, 13 febbraio 1987) è un pistard tedesco, vincitore di due medaglie di bronzo olimpiche e di due titoli mondiali nella velocità a squadre.

## Palmarès
- 2005

Campionati del mondo Juniores, Velocità a squadre (con Maximilian Levy e Benjamin Wittmann)
- 2006

Campionati europei, Velocità a squadre Under-23 (con Maximilian Levy e Michael Seidenbecher)
- 2007

Campionati tedeschi, Velocità a squadre (con Matthias John e Michael Seidenbecher)
Campionati tedeschi, Keirin
- 2008

Campionati tedeschi, Velocità a squadre (con Matthias John e Michael Seidenbecher)
- 2011

Campionati del mondo, Velocità a squadre (con Stefan Nimke e Maximilian Levy)
Memorial Aleksandr Lesnikov, Velocità a squadre (con Sebastian Döhrer e Michael Seidenbecher)
Campionati europei Elite, Velocità a squadre (con Robert Förstemann e Stefan Nimke)
2ª prova Coppa del mondo 2011-2012, Velocità a squadre (Cali, con Maximilian Levy e Stefan Nimke)
- 2012

4ª prova Coppa del mondo 2011-2012, Velocità a squadre (Londra, con Robert Förstemann e Maximilian Levy)
Grand Prix Germany, Velocità a squadre (con Robert Förstemann e Stefan Nimke)
Cottbus Sprinter Cup, Velocità a squadre (con Robert Förstemann e Stefan Nimke)
2ª prova Coppa del mondo 2012-2013, Velocità a squadre (Glasgow, con Stefan Bötticher e Robert Förstemann)
- 2013

Campionati del mondo, Velocità a squadre (con Stefan Bötticher e Maximilian Levy)
Memorial Aleksandr Lesnikov, Velocità a squadre (con Robert Förstemann e Max Niederlag)
Campionati tedeschi, Velocità a squadre (con Richard Assmus e Robert Förstemann)
Campionati europei Elite, Velocità a squadre (con Robert Förstemann e Maximilian Levy)
1ª prova Coppa del mondo 2013-2014, Velocità a squadre (Manchester, con Robert Förstemann e Max Niederlag)
2ª prova Coppa del mondo 2013-2014, Velocità a squadre (Aguascalientes, con Joachim Eilers e Robert Förstemann)
- 2014

Campionati tedeschi, Velocità a squadre (con Richard Assmus e Robert Förstemann)
2ª prova Coppa del mondo 2014-2015, Velocità a squadre (Londra, con Joachim Eilers e Robert Förstemann)
- 2015

Cottbuser Nächte, Velocità a squadre (con Eric Engler e Max Niederlag)
1ª prova Coppa del mondo 2015-2016, Velocità a squadre (Cali, con Joachim Eilers e Max Niederlag)
2ª prova Coppa del mondo 2015-2016, Velocità a squadre (Cambridge, con Joachim Eilers e Robert Förstemann)

## Piazzamenti

### Competizioni mondiali
- Campionati del mondo

Manchester 2008 - Velocità a squadre: 4º
Pruszków 2009 - Velocità a squadre: 3º
Ballerup 2010 - Chilometro da fermo: 13º
Apeldoorn 2011 - Velocità a squadre: vincitore
Apeldoorn 2011 - Keirin: 5º
Melbourne 2012 - Velocità a squadre: 14º
Melbourne 2012 - Velocità: 16º
Minsk 2013 - Velocità a squadre: vincitore
Cali 2014 - Velocità a squadre: 2º
Saint-Quentin-en-Yvelines 2015 - Velocità a squadre: 3º
- Giochi olimpici

Pechino 2008 - Velocità a squadre: 3º
Londra 2012 - Velocità a squadre: 3º